# Hans Maaß (Maler)
Hans Maaß (* 9. November 1914 in Bremen; † 2. August 2000 in Langwedel) war ein
norddeutscher Maler.

## Leben
Hans Maaß wuchs im ländlichen Langwedel (im südöstlichen Großraum Bremens gelegen) als Sohn eines Zigarrenarbeiters auf. Von 1925 bis zum Abitur im Jahre 1934 besuchte er das Domgymnasium Verden. Aus finanziellen Gründen war es ihm nicht möglich, ein Kunststudium zu beginnen. Er studierte an der Pädagogischen Hochschule in Kiel, wurde Lehrer und anschließend Soldat. 1945 kehrte er nach dreimaliger schwerer Verwundung nach Verden zurück, wo er sich im Selbststudium mit der Malerei beschäftigte und zugleich als Kunsterzieher tätig war.
Nach zwanzig Jahren des künstlerischen Arbeitens trat er als Maler 1965 erstmals mit bildnerischen Arbeiten an die Öffentlichkeit; es folgten größere Ausstellungen in Wien, München, Bonn, Hannover und in der Umgebung seiner Heimat. 1972 zog er von Verden nach Langwedel-Daverden und kehrte damit zurück in die Landschaft seiner Kindheit, wo er am 2. August 2000 im Alter von 85 Jahren starb und auf dem Friedhof in Langwedel-Daverden beigesetzt wurde.

## Werk
Unabhängig von zeitaktuellen künstlerischen Richtungen verfolgte Hans Maaß seinen eigenen Weg, wobei er in der Technik der Ölmalerei die Perfektion der „Alten Meister“ anstrebte, ausschließlich gegenständlich malte und vor allem durch die Komposition der Bildgegenstände – antike, idealtypische, aber auch heimatliche Landschaften und Gebäude, Gesichter, Hände und (Selbst-)Porträts, Blumen (besonders Lilien, Chrysanthemen, Sträuße), Malutensilien, symbolhaft eingesetzte Werkzeuge („Pendel“) und persönliche Erinnerungsstücke (z. B. Erkennungsmarke aus der Zeit als Soldat) – den Betrachter zur Auseinandersetzung herausforderte und eine bis ans Surreale heranreichende Bildwirkung erzielte.

## Ausstellungen
Aus Anlass seines 100. Geburtstages fand im Oktober 2014 in der Hauptstelle der Kreissparkasse Verden, Verden (Aller) eine Ausstellung seiner Werke statt. Zu sehen waren mehr als 100 Exponate aus allen Schaffensphasen von Hans Maaß. Einige davon waren erstmals in der Öffentlichkeit zu sehen.
In Zusammenarbeit fand im Verdener Kunsthaus CasarettoArt, ebenfalls eine Ausstellung statt, die etwa 60 Werke zeigte. Diese Ausstellung endete am 9. November 2014  mit einer Feier zum 100. Geburtstag von Hans Maaß, u. a. mit einem Interview seines Sohnes Volker Maass, Wegbegleitern und Kennern seines Werkes.